# Vladimir Gusev
Pour les articles homonymes, voir Goussev.
Vladimir Gusev (en russe : Владимир Николаевич Гусев, transcription française : Vladimir Nikolaïevitch Goussev), né le 4 juillet 1982 à Gorki, est un coureur cycliste russe.

## Biographie
En 2001, Vladimir Gusev participe aux championnats du monde à Lisbonne au Portugal. Il y est dixième du contre-la-montre des moins de 23 ans et 27e de la course en ligne de cette catégorie.
Devenu professionnel au sein de l'équipe CSC en 2004, Vladimir Gusev s'était fait remarquer l'année précédente en décrochant le titre de champion de Russie contre-la-montre à 21 ans, alors qu'il était encore amateur. Il ne remporte pas de victoire durant sa première année professionnelle, mais obtient de bonnes places sur certaines classiques (Paris-Roubaix, Gand-Wevelgem), et certains contre-la-montre (il se classe notamment deuxième du Chrono des Herbiers). La saison 2005 est du même acabit : il se classe dans les 20 premiers de plusieurs classiques importantes, et reconquiert son titre de champion de Russie contre-la-montre.
L'équipe Discovery Channel le recrute en 2006. Il remporte durant cette année sa première course par étapes (Tour de Saxe), ainsi que le prologue du Tour d'Allemagne. Sur Paris-Roubaix, terminant en quatrième position en compagnie de Peter Van Petegem et de Leif Hoste, il est déclassé comme ces derniers pour avoir franchi un passage à niveau fermé. Il court son premier grand tour à l'occasion du Tour d'Espagne, sur lequel il se classe 23e.
De nouveau champion de Russie contre-la-montre en 2007, il confirme ses bonnes dispositions pour les courses pavées (17e de Paris-Roubaix, 5e du Tour des Flandres). Il remporte le contre-la-montre et le classement final du Tour de Belgique et une étape du Tour de Suisse. Il dispute son premier Tour de France, durant lequel sa cinquième place au prologue lui permet de porter le maillot blanc de meilleur jeune durant 6 jours.
En juillet 2008, il est licencié par la formation Astana à la suite d'un contrôle interne présentant des paramètres sanguins anormaux. En septembre, il participe avec une sélection de coureurs russes au Tour de Sotchi, qu'il remporte en s'imposant dans le contre-la-montre final. 
Il revient chez les professionnels en mai 2010 au sein de l'équipe Katusha.
Sélectionné pour le Tour de France 2012, Gusev abandonne pendant la seizième étape, victime d'une chute dont il se relève avec une fracture de la clavicule droite.
Fin 2014, La Gazzetta dello Sport révèle qu'il fait partie des clients du controversé médecin italien Michele Ferrari.

## Controverses
En juillet 2008, il est licencié par l'équipe Astana à la suite d'un contrôle interne présentant des paramètres sanguins anormaux. Le manager Johan Bruyneel a déclaré que « bien que les résultats n'indiquent pas l'utilisation de substances interdites, l'équipe a donc appliqué les conditions contractuelles fondées sur ces anomalies physiologiques et biologiques » et a limogé Gusev « avec effet immédiat ». Le 17 juin 2009, près d'un an plus tard, le Tribunal arbitral du sport juge que la société de Bruyneel, Olympus SARL, qui détient les contrats du coureur, a violé le droit du travail suisse, en renvoyant Gusev pour suspicion de dopage, sans mise en œuvre préalable de la procédure spéciale prévue aux termes du contrat. La société est condamnée à payer à Gusev les arriérés de salaire, les dommages et intérêts et les frais de justice,.

## Palmarès
| - 1999 - 2e du Trofeo Emilio Paganessi - 2000 - Trofeo Guido Dorigo - Tre Ciclistica Bresciana : - Classement général - Une étape - 1re étape du Giro della Lunigiana - 2e du Giro della Lunigiana - 2e du Tour de Toscane juniors - 2e du championnat du monde du contre-la-montre juniors - 3e du Trofeo Emilio Paganessi - 2001 - 2e du championnat de Russie sur route espoirs - 3e du championnat de Russie du contre-la-montre espoirs - 10e du championnat du monde du contre-la-montre espoirs - 2002 - 2e du Tour des régions italiennes - 2e du Trofeo Alcide Degasperi - 2e du Circuito Internazionale di Caneva - 3e de la Coppa Città di Asti - 2003 - Champion de Russie du contre-la-montre - 1re étape du Tour des régions italiennes - Grand Prix Guillaume Tell : - Classement général - 3e et 4eb (contre-la-montre) étapes - 3e du Grand Prix de Poggiana - 3e du championnat d'Europe du contre-la-montre espoirs - 2004 - 2e du Chrono des Herbiers - 2005 - Champion de Russie du contre-la-montre - 4e étape du Tour méditerranéen (contre-la-montre par équipes) - 2e du championnat de Russie sur route - 2e du Grand Prix d'ouverture La Marseillaise - 3e du Chrono des Herbiers - 8e de la HEW Cyclassics - 10e du Tour des Flandres - 2006 - Prologue du Tour d'Allemagne - Tour de Saxe - 2e de l'Eindhoven Team Time Trial - 3e de la Japan Cup - 8e du Championnat de Zurich - 10e du championnat du monde sur route - 10e du championnat du monde du contre-la-montre | - 2007 - Champion de Russie du contre-la-montre - 6e étape du Tour de Suisse - Tour de Belgique : - Classement général - 3e étape (contre-la-montre) - 2e du Challenge de Majorque - 2e du Trofeo Pollença - 5e du Tour des Flandres - 6e de l'Eneco Tour - 7e du Tour de Suisse - 6e du championnat du monde du contre-la-montre - 2008 - Champion de Russie du contre-la-montre - Tour de Sotchi : - Classement général - 5e étape (contre-la-montre) - 2e du Tour d'Autriche - 2010 - Champion de Russie du contre-la-montre - 2e du championnat de Russie sur route - 10e du Tour de Lombardie - 2011 - 3e du Grand Prix E3 - 2012 - 2e du Grand Prix du canton d'Argovie - 3e du Tour de Bavière - 2013 - 2e du championnat de Russie sur route - 2e du championnat de Russie du contre-la-montre - 2014 - 2e du championnat de Russie sur route - 2015 - 8e étape du Tour du Maroc - 2e du Tour du Maroc |

## Résultats sur les grands tours

### Tour de France
3 participations
- 2007 : 38e
- 2011 : 23e
- 2012 : abandon (16e étape)

### Tour d'Italie
3 participations
- 2008 : 45e
- 2013 : 65e
- 2014 : 60e

### Tour d'Espagne
4 participations
- 2004 : 93e
- 2006 : 23e
- 2010 : 15e[n 6],[11]
- 2013 : 62e

## Classements mondiaux
| Année                  | 2005 | 2006 | 2007 | 2008 | 2009 | 2010 | 2011 | 2012 | 2013 | 2014 | 2015 |
| ---------------------- | ---- | ---- | ---- | ---- | ---- | ---- | ---- | ---- | ---- | ---- | ---- |
| Classement ProTour     | 132e | 66e  | 45e  |      |      |      |      |      |      |      |      |
| Calendrier mondial UCI |      |      |      |      |      | 172e |      |      |      |      |      |
| UCI World Tour         |      |      |      |      |      |      | nc   | nc   | nc   | nc   |      |
| UCI Africa Tour        |      |      |      |      |      |      |      |      |      |      | 47e  |
| UCI Europe Tour        |      |      |      | 303e | 782e |      |      |      |      |      |      |